# Canti (Leopardi)
Canti
Pour les articles homonymes, voir Canti (homonymie).

Frontispice de l'ouvrage

Canti est un recueil de poèmes de Giacomo Leopardi rédigé en 1835. Les Canti sont généralement considérés comme l’une des œuvres les plus significatives de la poésie italienne.

## Liste des poèmes

### Les premiers poèmes des Canti
All'Italia et Sopra il monumento di Dante marquent le début d'une série d'œuvres majeures. Dans les deux canti, la notion d'« excès » ou de « surcivilisation », délétère à la vie et à la beauté, fait d'abord son apparition. Dans le poème All'Italia, Leopardi déplore les morts lors de la bataille des Thermopyles (480 av. J.-C., combattue entre les Grecs sous Léonidas et les Perses sous Xerxès) et évoque la grandeur du passé. Dans le deuxième chant, il demande pitié à Dante pour l'état pathétique de sa patrie.
Ainsi, dans les canti qui suivent (quarante et un, fragments compris), on note un abandon progressif des réminiscences, des allusions littéraires et des conventionnalismes.
En 1819, le poète tenta d’échapper à sa situation familiale oppressante en se rendant à Rome, mais il fut rattrapé par son père. Au cours de cette période, son pessimisme, jusque là personnel, évolua vers le pessimisme intellectuel et philosophique si particulier à Leopardi.
Le Rimembranze et L'appressamento della morte appartiennent également à cette première période de l'art de Leopardi.

### L'infinito
La plus haute expression de la poésie est atteinte chez Leopardi dans L'Infinito, qui est à la fois philosophie et art, puisque dans la brève harmonie des vers se concentrent les conclusions de longues méditations philosophiques. Le thème est un concept que l’esprit ne peut concevoir qu’avec d’extrêmes difficultés. Le poète raconte une expérience qu'il vit souvent lorsqu'il est assis dans un endroit isolé sur une colline. Ses yeux ne peuvent atteindre l'horizon, à cause d'une haie entourant le site ; sa pensée, au contraire, est capable d'imaginer des espaces sans limites. Le silence est profond ; quand un souffle de vent arrive, cette voix sonne comme la voix du temps présent, et par contraste elle évoque tous les temps passés et l'éternité. Ainsi, la pensée du poète est submergée par des suggestions nouvelles et inconnues, mais « il naufragar m'è dolce in questo mare » (« Naufrage / me semble doux dans cette mer. »)

### Les Canzoni (1820-1823)
Leopardi revient à l'évocation des époques antiques et exhorte ses contemporains à rechercher dans les écrits des classiques les nobles vertus antiques.

### Ad Angelo Mai
A l'occasion de la découverte du De Republica de Cicéron par Mai, Leopardi écrivit le poème Ad Angelo Mai ("À Angelo Mai") dans lequel il invoque la figure du Tasse à laquelle il se sentait si attaché.